# Logistyka zaopatrzenia
Logistyka zaopatrzenia – to system logistyczny związany z rynkiem. Stanowi ona połączenie między logistyką dystrybucji dostawców i logistyką produkcji w przedsiębiorstwie. Przedmiotem logistyki zaopatrzenia są towary (surowce, materiały pomocnicze, eksploatacyjne, części z zakupu i towary nabywane w handlu), które należy udostępnić (przygotować) przedsiębiorstwu, zgodnie z jego zamówieniem lub zapotrzebowaniem. Miejscem pokrywania zapotrzebowania jest magazyn zaopatrzeniowy lub – w przypadku bezpośredniej dostawy – pierwszy etap produkcyjny w przedsiębiorstwie.
Do podstawowych metod kształtowania zapasów zalicza się: 
- ABC,
- XYZ,
- MRP.

## Wskaźniki logistyki zaopatrzenia
Do podstawowych wskaźników oceny logistyki zaopatrzenia zalicza się: 
1. Czas dostawy – długość cyklu realizacji zamówienia, czyli czas między złożeniem zamówienia a otrzymaniem dostawy.
2. Niezawodność dostawy – pewność realizacji dostawy, tj. prawdopodobieństwo dotrzymania terminu i jakości dostawy.
3. Jakość dostawy – uzyskanie dostawy zgodnej ze specyfiką wymagań.
4. Elastyczność dostawy – reagowanie dostawcy na zmiany specyficznych wymagań (czasu, wielkości i rodzaju partii dostaw, rodzaju opakowań, itp[2].

## Kryteria wyboru dostawców
- jakość produktu,
- cena i upusty,
- ilości oferowane w jednorazowej dostawie,
- warunki umowy,
- zakres obsługi,
- formy sprzedaży,
- możliwość składowania u dostawcy,
- sposób załatwiania reklamacji,
- odległość od zakładu produkcyjnego dostawcy,
- zdolności produkcyjne dostawcy,
- sytuacja finansowa[3].

## Fazy przepływu materiałów
W logistyce zaopatrzeniowej przedsiębiorstwa można wyróżnić trzy podstawowe fazy w przepływie materiałów:
- dopływ – najczęściej wiąże się on z transportem, obejmuje swym zakresem dostarczenie do przedsiębiorstwa materiałów, które będą potrzebne przy produkcji oraz wszelkich innych dóbr koniecznych do sprawnego funkcjonowania gospodarczego
- odbiór i składowanie – obejmuje swym zasięgiem przyjęcie towaru przywiezionego przez dostawcę oraz jego składowanie w magazynach zaopatrzeniowych. Ponadto faza ta dotyczy wszelkich czynności magazynowych i manipulacyjnych związanych z odbiorem i składowaniem towaru
- organizacja przepływu materiałów – czyli czynności związane z przepływem materiałów z magazynów, w którym były składowane do hali produkcyjnej a dokładniej do pierwszego stanowiska produkcyjnego, w którym będą owe materiały wykorzystane.